# Kasteel van Chimay

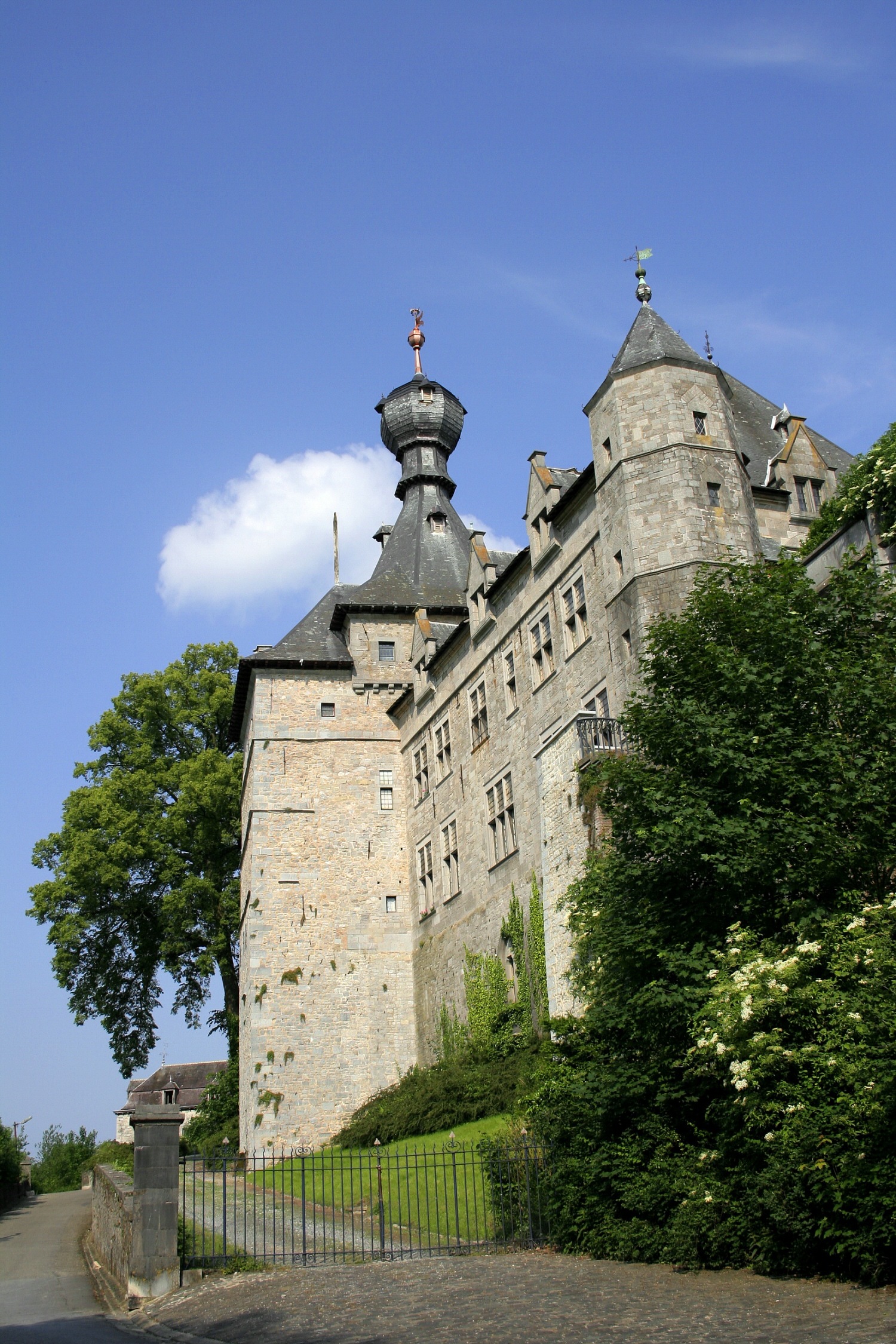
Het kasteel

Het kasteel van Chimay is een middeleeuws kasteel in Chimay in het zuiden van de Belgische provincie Henegouwen. Het is gelegen op een rots met uitzicht op de vallei van de rivier Eau Blanche. Het kasteel is de hoofdzetel van de familie van de prinsen van Chimay, sinds 1804 leden van de familie De Riquet de Caraman, van wie ook de Comtesse Greffulhe deel uitmaakt.

## Geschiedenis
De eerste vermelding van een kasteel van Chimay dateert van 1119, als eigendom van Allard II van Chimay; deze Allard is vermoedelijk de stichter van de orde van de seculiere kanunniken van Sint-Monegonde. Aan deze laatste was binnen het kasteel een kapittelkerk gewijd. De beroemde kroniekschrijver Jean Froissart (ca. 1337- ca. 1405) was er kanunnik en werd er begraven. Tegenover de kerk stond, op een rotsachtig uitsteeksel, een imposante turris (donjon). Water werd gehaald uit een 35 meter diepe put.

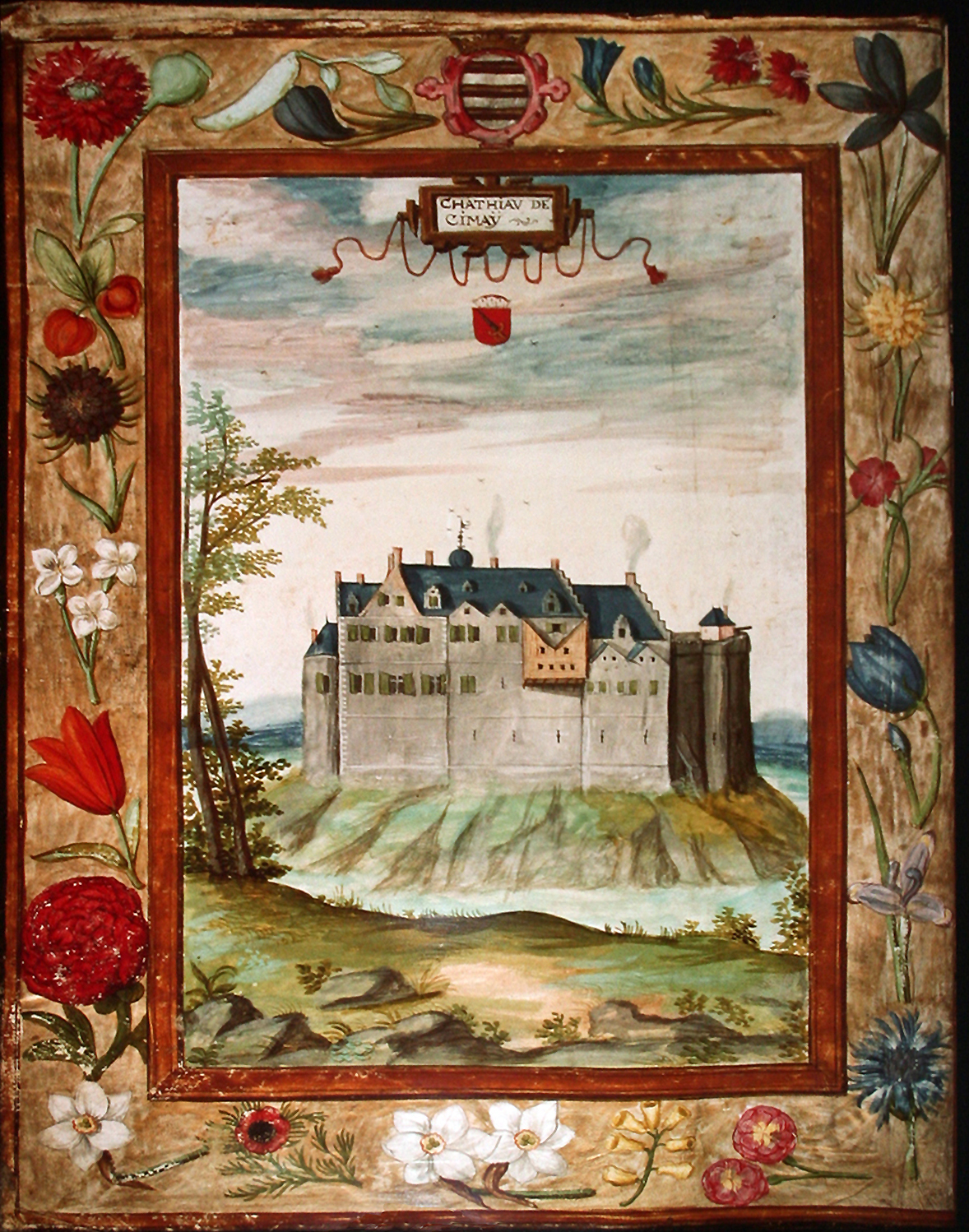
Het kasteel rond 1600 afgebeeld in de albums van Croÿ

In de 13e en 14e eeuw werden verschillende torens gebouwd. In 1449-52 verbleef Marguerite de Charny in het kasteel met het reliek dat nu de lijkwade van Turijn heet, een vervalsing waarbij kroniekschrijver Corneil Santfliet toen al de nodige reserves aantekende. Pas vanaf de 16e eeuw zijn er afbeeldingen bekend van het kasteel. Tijdens de 17e eeuw werd het belegerd door de legers van Juan van Oostenrijk en voor een groot deel vernietigd. 
In de 19e eeuw werd het kasteel onder leiding van prins François-Joseph de Riquet de Caraman (1771-1843), de eerste Riquet die prins van Chimay was, hersteld en gemoderniseerd. Er kwam een klein theater dat de naam draagt van zijn vrouw Thérésia Cabarrus, in 1863 ontworpen door Hector Lefuel en Charles Cambon. Ze bouwden het bestaande Italiaans theater om tot een kleinere versie van het Lodewijk XV-theater in het Kasteel van Fontainebleau. Tot 220 toehoorders konden er optredens bijwonen van Franz Liszt, Gounod, Borodin, La Malibran, Aubert, David Oistrakh, Byron Janis en vele andere genodigden. Luigi Cherubini componeerde er een deel van wat nu bekend staat als de Messe de Chimay. 
In 1935 werd het kasteel bijna volledig verwoest door een brand. Gedurende de reconstructie, onder leiding van Raymond Pelgrims de Bigard, zijn delen herbouwd in renaissance Hendrik IV-stijl.